# One Shot 1991
Le migliori canzoni del 1991 in questo album della collana One Shot dalla Universal Music.

## One Shot 1991 (CD 1)
| Traccia | Artista                          | Titolo                       | Durata |
| ------- | -------------------------------- | ---------------------------- | ------ |
| 1       | Crystal Waters                   | Gypsy Woman (She's Homeless) | 3.36   |
| 2       | Roxette                          | Joyride                      | 4.23   |
| 3       | Sting                            | All This Time                | 4.54   |
| 4       | Vanilla Ice                      | Ice Ice Baby                 | 4.29   |
| 5       | Cathy Dennis                     | Touch Me (All Night Long)    | 3.26   |
| 6       | Rozalla                          | Everybody's Free             | 3.32   |
| 7       | Banderas                         | This Is Your Life            | 4.35   |
| 8       | Divinyls                         | I Touch Myself               | 3.43   |
| 9       | Clive Griffin                    | I'll Be Waiting              | 4.55   |
| 10      | Joy Salinas                      | Rocking Romance              | 3.10   |
| 11      | Snap!                            | Mary Had a Little Boy        | 4.51   |
| 12      | Lorca                            | Ritmo De La Noche            | 3.51   |
| 13      | 2 Unlimited                      | Get Ready for This           | 3.42   |
| 14      | CeCe Peniston                    | Finally                      | 3.45   |
| 15      | Incognito feat. Jocelyn Brown    | Always There                 | 3.34   |
| 16      | Omar                             | There's Nothing Like This    | 3.52   |
| 17      | Natalie Cole feat. Nat King Cole | Unforgettable                | 3.28   |

## One Shot 1991 (CD 2)
| Traccia | Artista                             | Titolo                         | Durata |
| ------- | ----------------------------------- | ------------------------------ | ------ |
| 1       | Lisa Stansfield                     | Change                         | 4.33   |
| 2       | Simply Red                          | Stars                          | 4.08   |
| 3       | Shanice                             | I Love Your Smile              | 3.48   |
| 4       | Vanessa Williams                    | Save The Best for Last         | 3.39   |
| 5       | DJ Jazzy Jeff & the Fresh Prince    | Summertime                     | 4.29   |
| 6       | Brothers in Rhythm                  | Such a Good Feeling            | 3.36   |
| 7       | Right Said Fred                     | I'm Too Sexy                   | 2.42   |
| 8       | Extreme                             | Hole Hearted                   | 3.27   |
| 9       | Wilson Phillips                     | You're in Love                 | 4.06   |
| 10      | Color Me Badd                       | I Wanna Sex You Up             | 4.02   |
| 11      | F.P.I. Project                      | Let's Go!                      | 5.42   |
| 12      | Black Machine                       | How Gee                        | 4.26   |
| 13      | Dr. Alban                           | Hello Afrika                   | 5.44   |
| 14      | Heavy D & the Boyz feat. Aaron Hall | Now That We Found Love         | 4.16   |
| 15      | Toni Childs                         | House of Hope                  | 4.48   |
| 16      | Angélique Kidjo                     | Batonga                        | 4.33   |
| 17      | Young Disciples                     | Apparently Nothin (Soul River) | 5.21   |